# Ecuadorrall
Ecuadorrall (Rallus aequatorialis) är en fågel i familjen rallar inom ordningen tran- och rallfåglar.

## Utbredning och systematik
Ecuadorrall delas upp i två underarter:
- R. a. aequatorialis – förekommer i sydvästra Colombia och Ecuador
- R. a. meyerdeschauenseei – förekommer i kustnära områden i Peru

Taxonet meyerdeschauenseei inkluderas ofta i aequatorialis. Fågeln betraktas ofta som underart till virginiarall (R. limicola).

## Status
IUCN erkänner den inte som art, varför den inte placeras i någon hotkategori.